# Produção de Cobre de Lahic
O artesanato de cobre de Lahıc é uma arte folclórica tradicional de Lahıc, Ismailli, no Azerbaijão . Inclui a produção de louças de cobre e outros produtos. Foi adicionado a  Lista Representativa do Património Cultural Imaterial da Humanidade da Organização das Nações Unidas para a Educação, a Ciência e a Cultura em 2015.

## História
A família Aliyev, uma das famílias de ferreiros de cobre de Lahıc, Ismailli, iniciou esse ofício pela primeira vez em 1725.
Desde o século XIX em Lahıc, Ismailli se tornou o principal centro de cobre no Azerbaijão . Grandes quantidades de utensílios domésticos e eletrodomésticos foram fabricados em Lahıc. Em meados do século XIX, havia cerca de 200 oficinas em Lahıc, Ismailli .
Em 1878, uma peça de cobre preparada na vila de Lahic recebeu uma medalha de ouro na Exposição Mundial de Paris. Atualmente, muitos artesanatos Lahic são exibidos em museus de Londres e Paris a Moscou e Istambul.
Em 19 de abril de 2010 em Lahıc, Ismailli, foi aberto um curso sobre artesanato em cobre. Doze jovens se formaram no primeiro curso. O diretor do curso foi o professor - Nazar Aliyev. Muitos dos jovens que completaram o primeiro ano foram empregados na Reserva Histórica e Cultural de Lahıc. O resto foram envolvidos em artesanato de cobre em lojas.
Em novembro de 2015, o artesanato de cobre de Lahıc foi nomeado para a Lista de Patrimônio Cultural Imaterial da UNESCO . Em 3 de dezembro daquele ano, foi incluído na Lista Representativa da UNESCO do Patrimônio Cultural Imaterial.

## Processo
Todo o processo é realizado sob a coordenação do mestre de fundição de cobre e geralmente existem aprendizes que ajudam o mestre a fim de obter conhecimentos e técnicas essenciais. O martelo de cobre é responsável por bombear o ar para o forno de fundição e depois o cobre martelado em chapas finas. Essas placas são modeladas, polidas e decoradas com gravuras pelo artesão na fase final do processo. A decoração dos objetos de cobre reflete os valores tradicionais e culturais da população local. Os produtos finais são vendidos pelos mestres nas oficinas locais.

## Produtos
Os artigos de cobre prontos incluem utensílios domésticos e eletrodomésticos, como batedeiras, bandejas, garrafas, peneiras, tigelas e caldeiras. Estima-se que existam mais de 40 tipos de itens artesanais de cobre, e categorizados em cinco grupos: artigos de cobre para pratos, louças, laticínios, água potável e outros utensílios domésticos para as necessidades diárias.

## Em selo postal
Os artigos de cobre de Lahıc foram retratadas em selos postais pertencentes à "Edição Conjunta Azerbaijão - Romênia " em dezembro de 2014. 

Joint Issue Azerbaijan - Romania
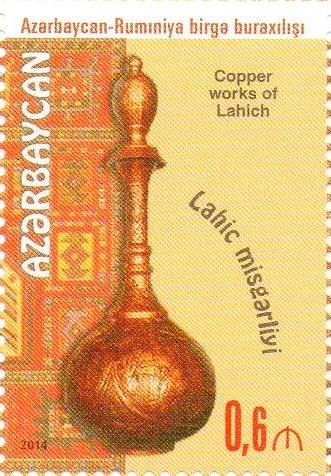
Selo postal do Azerbaijão emitido em 2014
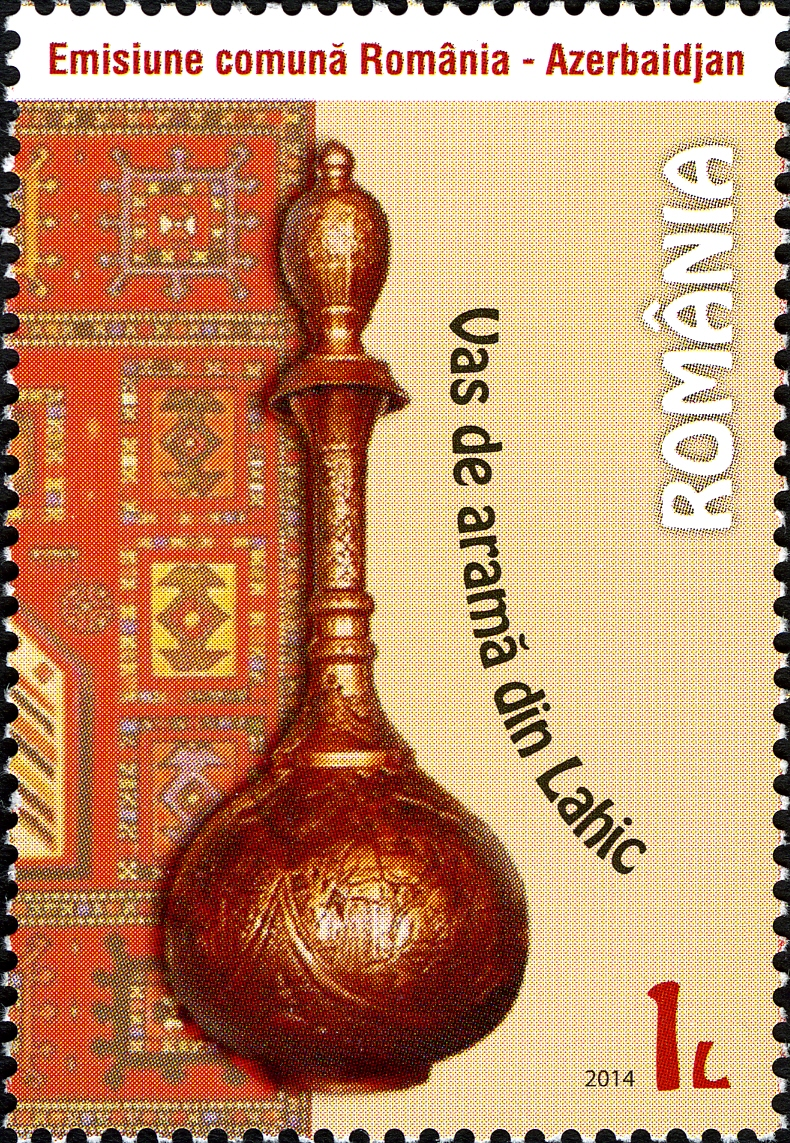
Selo postal da Romênia emitido em 2014

## Galeria

Artigos de Cobre de Lahıc, Ismailli
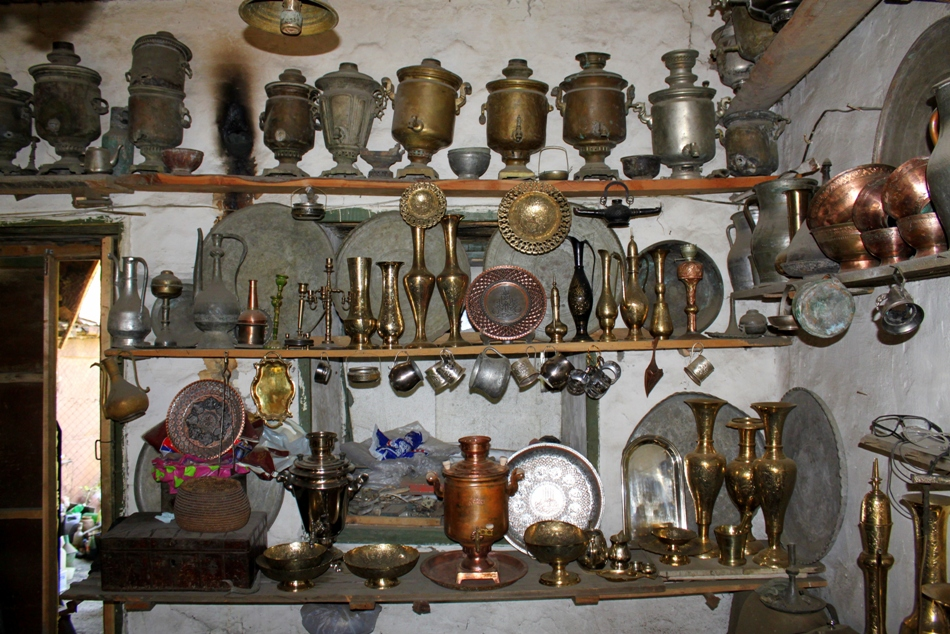
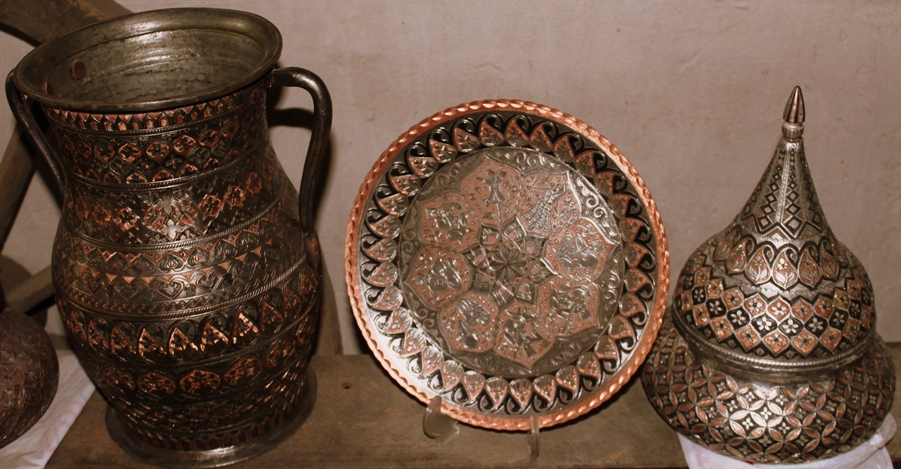
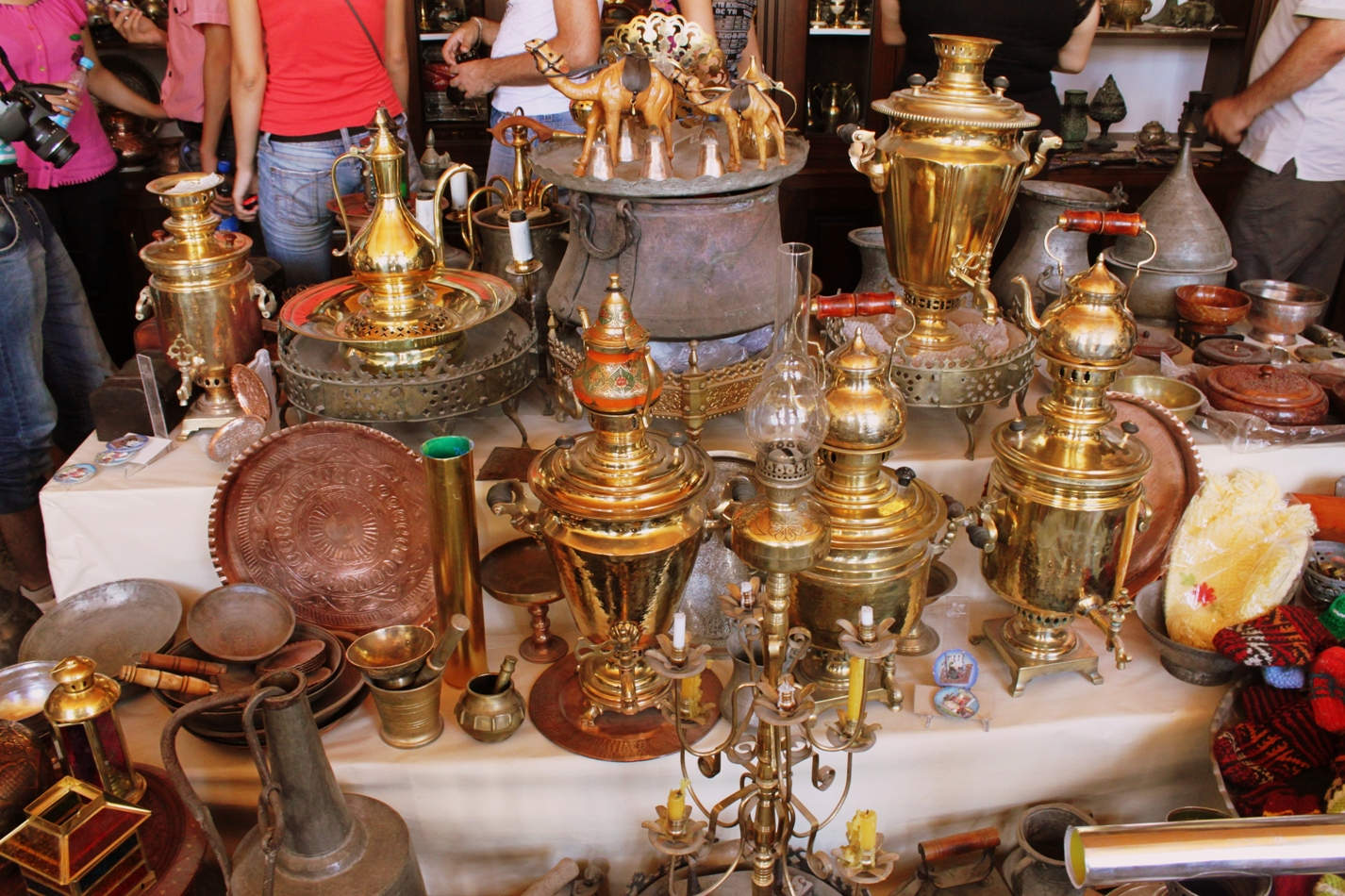
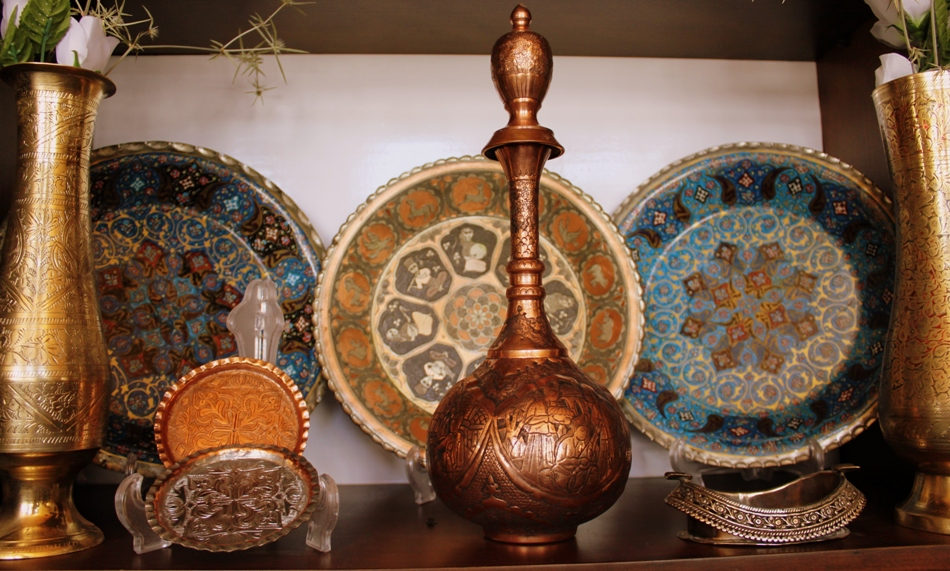
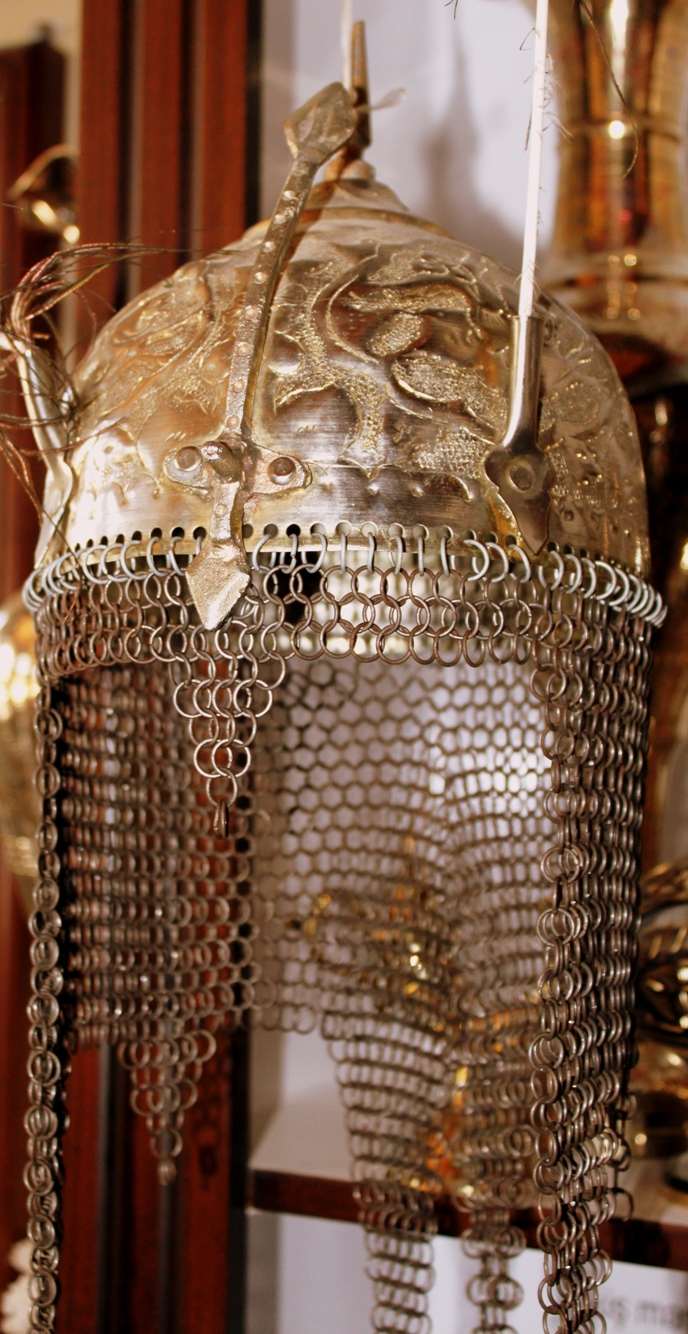
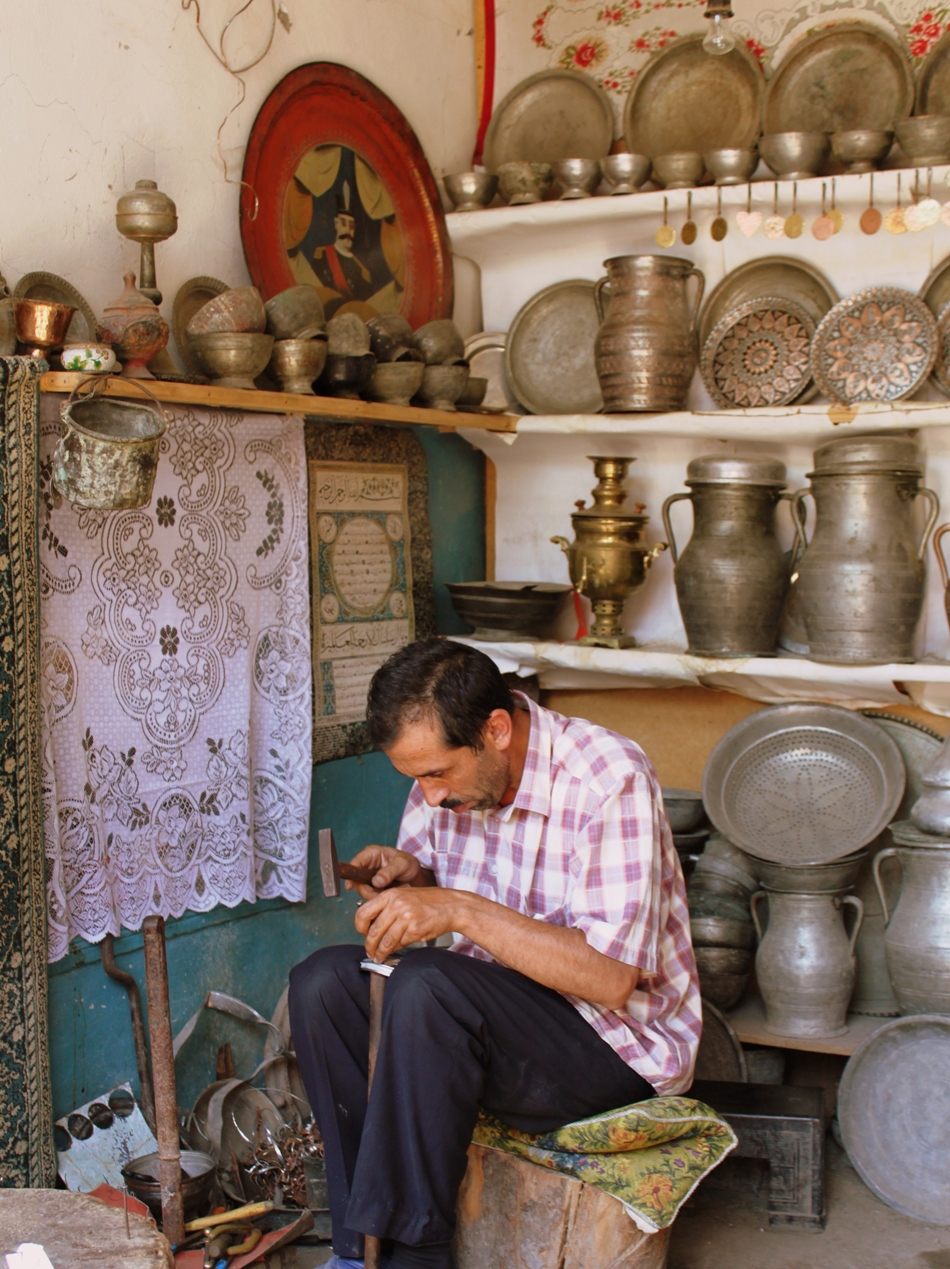
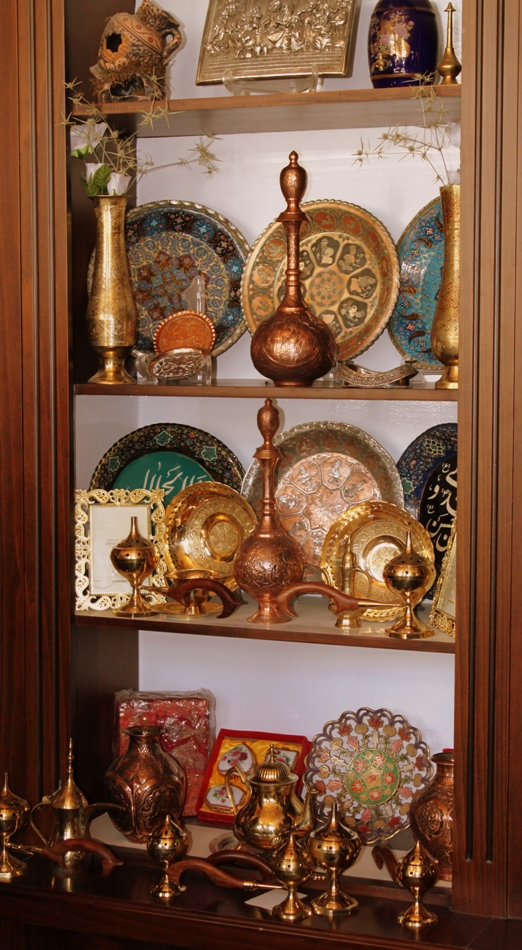